# BAR 1002'00
BAR 1002'00 è il fossile di un femore sinistro, datato a 6 milioni di anni, scoperto nel 2001 da un team di ricercatori condotto da Brigitte Senut e Martin Pickford sulle Tugen Hills in Kenya.

## Caratteristiche
La parte superiore del femore sinistro, uno dei 13 fossili ritrovati dal team di ricercatori, riveste particolare importanza perché, sebbene per dimensioni sia simile a quella delle grande scimmie, presenta un'angolazione simile a quelle degli uomini, tanto che si ipotizza possa dimostrare la deambulazione eretta dell'individuo.
Il femore, lungo almeno 298 mm, ha testa sferica e rivolta antero-superiormente; il collo è lungo e compresso in senso antero-posteriore. Di particolare interesse la distribuzione della corticale del collo del femore; a differenza di quanto si osserva per le grandi scimmie infatti, dove la corteccia ha distribuzione omogenea, negli O. tugenensis si ha una distribuzione non uniforme, simile ma non identica, a quella osservabile negli hominina. Alcuni studiosi hanno però contestato le conclusioni sulla distribuzione della corticale, suggerendo ulteriori studi di approfondimento.
Uno studio del 2013 sulla morfologia del femore, confrontato con quelli delle grandi scimmie e degli altri ominidi fossili, ha evidenziato una forte somiglianza del femore dell'O. tugenensis con quelli di Australopithecus e di Paranthropus, piuttosto che con quelli dello scimpanzé o dell'uomo moderno. Tale morfologia suggerisce una biomeccanica dell'articolazione dell'anca adatta all'andatura bipede